# Special Olympics Bhutan
Special Olympics Bhutan (englisch: Special Olympics Bhutan) ist der bhutanische Verband von Special Olympics International, der weltweit größten Sportbewegung für Menschen mit geistiger Beeinträchtigung und Mehrfachbeeinträchtigung. Ziel ist die sportliche Förderung dieser Personengruppe und die Sensibilisierung der Gesellschaft für sie. Außerdem betreut der Verband die bhutanischen Athletinnen und Athleten bei den Special Olympics Wettbewerben.

## Geschichte
Special Olympics Bhutan wurde 2009 mit Sitz in Thimpu gegründet.

## Aktivitäten
2015 waren 328 Athletinnen, Athleten und Unified Partner sowie 9 Trainer bei Special Olympics Bhutan registriert.

### Sportarten
Folgende Sportarten wurden 2019 vom Verband angeboten:
- Boccia (Special Olympics)
- Leichtathletik (Special Olympics)

### Teilnahme an Weltspielen vor 2020
(Quelle: )
- 2011 Special Olympics World Summer Games, Athen
- 2015 Special Olympics World Summer Games, Los Angeles, USA (4 Athletinnen und Athleten)
- 2019 Special Olympics, World Summer Games, Abu Dhabi (4 Athletinnen und Athleten)[2]

### Teilnahme an den Special Olympics World Summer Games 2023 in Berlin
Special Olympics Bhutan nahm an den Special Olympics World Summer Games 2023 teil. Die Delegation wurde zusammen mit der Delegation aus Lesotho vor den Spielen im Rahmen des Host Town Program von Fürstenwalde betreut, beide Delegationen bestanden aus 17 Personen. Das Team gewann bei diesen Weltspielen zwei Goldmedaillen und eine Silbermedaille.